# Chlorhoda metamelaena
Chlorhoda metamelaena är en fjärilsart som beskrevs av Paul Dognin 1913. Chlorhoda metamelaena ingår i släktet Chlorhoda och familjen björnspinnare. Inga underarter finns listade i Catalogue of Life.